# Aldebaran
Aldebaran (α Tauri) je najsjajnija zvijezda u zviježđu Bika. Zvijezda je narančasti div glavnog niza s prividnom magnitudom 0,85. Sjaj mu varira oko 0,2 magnitude, tako da pripada promjenjivim zvijezdama. Tradicionalno ime Aldebaran potječe od arapskog izraza pratilac (Al dabaran) jer slijedi Plejade. Aldebaran je crveni div, hladniji od Sunca s površinskom temperaturom od 3,900 K, ali njegov polumjer je oko 44 puta veći od sunčevog, pa je preko 400 puta sjajniji. Okreće se sporo i treba mu 520 dana za rotaciju oko sebe. 1997. astronomi Artie P.Hatzes i William D. Cochran otkrili su da je Aldebaran dvostruka zvijezda (α Tauri A i α Tauri B). Mjerenjem sjaja utvrđeno je da je α Tauri B crveni patuljak. Oko zvijezde kruži egzoplanet Aldebaran b, otkriven 1993., ali je smatran sumnjivim sve do 2015. godine, kada su istraživači zaključili da postoji vjerojatnost da egzoplanet kruži oko Aldebarana, u skladu s izvornim proračunima, ali i kompatibilna sa zvjezdanom aktivnošću. U pravcu Aldebrana kreće se svemirska letjelica Pioneer 10, do koje će doći za otprilike 2 milijuna godina.

## Opažanje na noćnom nebu
Aldebaran je jedan od najlakše uočljivih zvijezda na noćnom nebu, dijelom zbog svoje svjetline, a dijelom zbog neposredne blizine jednog od izraženijih asterizama na nebu. Nakon tri zvijezde Orionovog pojasa u suprotnom smjeru od Siriusa, prva sjajna zvijezda na putu je Aldebaran.
Zvijezda se slučajno nalazi na doglednici između Zemlje i Hijada, pa ima izgled da je najsjajniji član otvorenog skupa, ali skup koji tvori asterizam u obliku bikove glave je dvostruko udaljeniji od Zemlje, oko 150 svjetlosnih godina.
Aldebaran je 5,47 stupnjeva južno od ekliptike i tako ga Mjesec može zakloniti (okultirati). Do takvih okultacija dolazi kada je Mjesečev uzlazni čvor u blizini jesenske ravnodnevnice. Niz od 49 okultacija dogodio se od 29. siječnja 2015. i završio 3. rujna 2018. Svaki je događaj bio vidljiv na sjevernoj hemisferi ili blizu ekvatora ; ljudi u npr. Australiji ili Južnoj Africi nikada ne mogu primijetiti aldebaransku okultaciju jer je predaleko južno od ekliptike. Razmjerno točna procjena promjera Aldebarana dobivena je tijekom okultacije 22. rujna 1978.  Aldebaran je u konjukciji sa Suncem oko 1. lipnja svake godine.